# Danimarca Meridionale
La Danimarca Meridionale (in danese Region Syddanmark) è una suddivisione amministrativa della Danimarca attiva dal 1º gennaio 2007.
La regione ha 22 comuni ed una popolazione di 1 239 234 abitanti al 1º gennaio 2024.

## Storia
La regione è stata costituita in seguito alla riforma municipale danese con la quale le vecchie contee sono state rimpiazzate da cinque regioni. Nel contempo i comuni di piccole dimensioni sono stati uniti per costituirne un numero minore, portando il numero complessivo di comuni dai precedenti 271 agli attuali 98. La riforma è entrata in vigore il 1º gennaio 2007.

## Geografia fisica
La nuova regione della Danimarca meridionale è costituita dalle vecchie contee di Fionia, Ribe e Jutland Meridionale con in aggiunta 10 comuni della contea di Vejle.

## Comuni
I comuni che fanno parte della regione della Danimarca meridionale sono i seguenti (abitanti al 1º gennaio 2024):
- Aabenraa (58 657)
- Assens (40 646)
- Billund (27 119)
- Esbjerg (115 423)
- Faaborg-Midtfyn (51 612)
- Fanø (3 170)
- Fredericia (49 260)
- Haderslev (56 275)
- Kerteminde (23 524)
- Kolding (87 183)
- Langeland (13 937)
- Middelfart (36 771)
- Nordfyns (29 195)
- Nyborg (31 508)
- Odense (186 745)
- Sønderborg (76 825)
- Svendborg (58 714)
- Tønder (40 331)
- Varde (49 849)
- Vejen (41 882)
- Vejle (104 101)
- Ærø (6 794) (attiva dal gennaio 2006)